# Another Chance
Another Chance is een house-single uit 2001 en afkomstig van Roger Sanchez' eerste album First Contact en werd wereldwijd een enorme hit. Op 2 juli 2001 werd het nummer op single uitgebracht in de VS, Canada en Europa. Op 5 augustus dat jaar volgden Australië, Nieuw-Zeeland en Japan.

## Achtergrond
In Nederland was de single in week 32 van 2001 Alarmschijf en Dancesmash op Radio 538 en werd een gigantische hit. De plaat bereikte de 6e positie in de Nederlandse Top 40 en stond 12 weken in de lijst genoteerd. Ook werd de single veel gedraaid op Radio 3FM en bereikte de 20e positie in de Mega Top 100 en stond maar liefst 16 weken in de publieke hitlijst genoteerd.
In België bereikte de single de 25e positie in de Vlaamse Ultratop 50 en de 23e positie in de Waalse Ultratop 50.
In de Vlaamse Radio 2 Top 30 werd géén notering behaald.
De single bevat een sample van I Won't Hold You Back van Toto.

## Videoclip
De videoclip welke is geregisseerd door Philippe Andre, laat constante achtergrond geluiden en dialogen horen met het nummer op de achtergrond. De clip toont het verhaal van een jonge vrouw (actrice Kelly Hutchinson) op zoek naar liefde in het centrum van New York. Ze  worstelt door de straten met een enorm rood hart van plastic. Ze probeert contact te maken met mensen, maar die negeren haar volkomen en gooien als het ware haar hart "terug in haar gezicht". Als gevolg van de afwijzingen krimpt haar plastic hart tot een mini formaat. Een leuke en attente jongeman (acteur Joshua Dov) verschijnt ten tonele en nodigt haar uit voor een kop koffie en een gesprek, waarbij in de volgende scene in een cafetaria is te zien hoe het plastic hart weer is gegroeid tot volledige grootte. Regisseur Philippe Andre kwam later met een "Directors Cut" van de videoclip, die anderhalve minuut langer duurt wegens een lange dialoog in het midden van de clip. De videoclip werd in twee nachten gefilmd in New York. De originele opnamen werden gefilmd met een 16 mm camera lens.
In juli 2021 werd een "20th. Anniversary Release" van de videoclip uitgebracht in 4K resolutie t.g.v. het twintig jarig bestaan van de single en de videoclip en in samenwerking met de "Another Chance To Dance"-tour van Roger Sanchez. Tevens werd een gelimiteerde picture disc van de single op 12 inch-vinylsingle uitgebracht.

## Hitnoteringen

### Nederlandse Top 40
| Another chance in de Nederlandse Top 40 | Another chance in de Nederlandse Top 40 | Another chance in de Nederlandse Top 40 | Another chance in de Nederlandse Top 40 | Another chance in de Nederlandse Top 40 | Another chance in de Nederlandse Top 40 | Another chance in de Nederlandse Top 40 | Another chance in de Nederlandse Top 40 | Another chance in de Nederlandse Top 40 | Another chance in de Nederlandse Top 40 | Another chance in de Nederlandse Top 40 | Another chance in de Nederlandse Top 40 | Another chance in de Nederlandse Top 40 | Another chance in de Nederlandse Top 40 |
| Week                                    | 1                                       | 2                                       | 3                                       | 4                                       | 5                                       | 6                                       | 7                                       | 8                                       | 9                                       | 10                                      | 11                                      | 12                                      | 13                                      |
| --------------------------------------- | --------------------------------------- | --------------------------------------- | --------------------------------------- | --------------------------------------- | --------------------------------------- | --------------------------------------- | --------------------------------------- | --------------------------------------- | --------------------------------------- | --------------------------------------- | --------------------------------------- | --------------------------------------- | --------------------------------------- |
| Nummer                                  | 37                                      | 17                                      | 13                                      | 8                                       | 6                                       | 8                                       | 11                                      | 13                                      | 16                                      | 14                                      | 21                                      | 34                                      | uit                                     |

### Mega Top 100
Hitnotering: 07-07-2001 t/m 20-10-2001. Hoogste notering: #20 (1 week).